# Strobilomyces seminudus
Bolet pomme de pin à moitié nu
Espèce
Strobilomyces seminudus est une espèce exotique de champignons basidiomycètes de la famille des Boletacées, du genre du « Bolet pomme de pin », en langue française vernaculaire, devenue un nom d'espèce collective, notamment en outremer. Il a été décrit comme endémique depuis Ōtsu (Japon) par le mycologue japonais Tsuguo Hongō en 1983.

## Basionyme, synonymes, nom japonais.
Strobilomyces seminudus Hongo (1983), Transactions of the Mycological Society of Japan, 23 (3), p. 197.
Son nom scientifique japonais est コオニイグチ [ 小鬼猪口, Ko-Oni-Iguchi], qui signifie « petit bolet hirsute ».
Le nom latin seminudus, « à moitié nu », fait allusion aux larges éclaircies dans le tomentum, laissant voir la chair blanchâtre dans les intervalles, parfois presque glabre.

## Description
- Chapeau 3–10 cm, convexe puis plan ; revêtement piléique sec, tomenteux à tomento-squamuleux, couvert d'écailles apprimées inégales, grisâtre à noirâtre; squames 2–10 mm de large, contrastant avec la chair blanchâtre visible dans les lacunes, parfois presque glabre; marge appendiculée par des restes de voile membraneux, peu visibles car concolores.
- Chair jusqu'à 1 cm d'épaisseur au centre du chapeau, et 7 mm à mi-rayon, blanchâtre, rougissant puis noircissant au froissement, comme toutes les parties du champignon. Saveur douce, odeur imperceptible.
- Tubes jusqu'à 10 mm de long, adnés-subdécurrents à décurrents ou un peu déprimés autour du stipe, d'abord d'un blanc laiteux, puis fuligineux à maturité; pores jusqu'à 1 mm de large, blanchâtre à grisâtre. Tubes et pores virant nettement au rouge, puis au noir, dans les blessures.
- Stipe 4-10(-15) × 0,8-1,5 cm au sommet, 0,5–1 cm d'épaisseur vers la base, égal mais nettement épaissi au sommet, ferme, concolore au chapeau ; surface réticulée par des tubes venant chevaucher le stipe, avec « une zone laineuse annulaire » près de l'apex, ocellée d'écailles tomenteuses apprimées vers la base.
- Saveur douce (neutre).
- Sporée brunâtre. Spores 6,9 × 7,1 × 6,5-8,5 µm, subglobuleuses à largement ellipsoïdales, brun foncé dans KOH à 5 %, avec des tubercules irréguliers souvent confluents et subcristulés. Basides 11,15 x 21,35 µm, en massue, quatre spores; stérigmates 2.5 à 6,5 mm de long (Fig. 2D). Cheilocystides 12,5,19 × 38,69 µm, nombreuses, en massue à fusiformes ou subfusiformes, hyalines (transparence du verre)  ou à contenu brunâtre à brun pâle, à paroi mince. Pleurocystides 12,5,20 × 44,81 µm, abondantes, semblables aux cheilocystides, mais un peu plus grandes.

## Habitat
Solitaires ou disséminés sur le sol des forêts mixtes, dites Shii-Kashi [Castanopsis cuspidata et chênes verts (Quercus serrata, Q. glauca, etc.)]. Japon (ouest de Honshū et Kyūshū) .

## Comestibilité
Non documentée, mais peu engageante à priori.

## Confusions possibles
- Cette espèce se distingue des autres Strobilomyces par un stipe muni d'une zone annulaire, distinctement épaissi près du sommet et ocellé d'écailles apprimées-tomenteuses près de la base. Les squames disséminées apprimées sur le chapeau diffèrent nettement de celle de S. confusus, qui est recouvert d'écailles rigides et épineuses (Singer 1948)[3].

## Sources
- Références bibliographiques et iconographiques:  Imazeki et Hongo vol. 1 no. 501[2]
- Rokuya Imazeki II. Noms japonais recouvrant des groupes d'espèces[4]
- Strobilomyces seminudus Fiche MycoDB[5]